# Жилијен Лизеру
Жилијен Лизеру (фр. Julien Lizeroux) је француски алпски скијаш. Специјалиста је за техничке дисциплине.
Лизеру не вози брзе дисциплине, осим када се такмичи за бодове из суперкомбинације. Најбоље наступе билежи у слалому. Има неколико пласмана међу првом десеторицом. Први пут је у тркама Свјетског купа учествовао 23. јануара 2000. године у Кицбилу у слалому, али није завршио прву вожњу. Прве бодове освојио је у слаломској утрци у Мадони ди Кампиљо 19. децембра 2000. када је заузео 15. место. Први победу у Светском купу постигао је 25. јануара 2009. у Кицбилу у слалому.
Дана 9. фебруара 2009, на светском првенству у Вал д'Изеру, освојио је сребрну медаљу у суперкомбинацији, иза Норвежанина Аксела Лунда Свиндала. Успех је поновио и 15. фебруара у слалому.

## Лизеруови успеси

### Светски куп
- најбољи генерални пласман: 17. за 2008.
- 1 победа у слалому.

### Светско првенство
- Суперокомбинација Светско првенство у Вал д' Изеру, сребрна медаља
- Слалом Светско првенство у Вал д' Изеру, сребрна медаља